# 首要媒体
首要媒体有限公司（MYX：4502），简称“首要媒体”，又称“首要媒体集团” （前名：Profitune Sdn Bhd） ，是马来西亚一家私营综合媒体公司，业务范围包括电视、印刷、广播、户外广告和数字媒体。首要媒体的经营口号是“感觉美好”（英语：Feel good），这个口号从2009年起使用到现在。
成立于2000年，原名为Profitune Sdn Bhd，最初是一家多媒体公司，首要媒体于2002年6月10日更名为现在的名称和并于一年后马来西亚资源公司 (MRCB) 媒体资产拆分后开始运营。
在电视方面，首要媒体通过其下四个免费电视频道－TV3、NTV7、八度空间和TV9保持其收视率第一的位置。它也是马来西亚视频流媒体门户网站tonton的所属公司，并可在文莱和新加坡浏览。集团的内容创作部门“首要媒体制作（MPB Studios）”和Primeworks Studios也是马来西亚最大的制作公司。
在印刷方面，首要媒体和新加坡报业控股是新海峡时报社（马来西亚）有限公司（马来西亚最大出版商）的所有者，并拥有五家全国性报章－《新海峡时报》（New Straits Times）、《每日新闻》（Berita Harian）、《每日大都会》（Harian Metro）和自由今日大马(Free Malaysia Today）。在广播方面，该集团拥有四个电台频道－Fly FM、Hot FM、Molek FM、Eight FM和Kool 101。首要媒体下也有Big Tree、The Right Channel、Kurnia Outdoor、Gotcha、UPD和Big Tree Seni Jaya等户外广告品牌。
自2016年首要媒体的转型计划Odyssey推出以来，集团开始涉足更多数字和消费者业务，包括与希杰集团合作开设的家庭购物网络CJ Wow Shop（现名 WowShop和教育门户网站FullAMark。2017年首要媒体正式收购Rev亚洲控股公司（东南亚领先的数字媒体集团之一）后，该集团在马来西亚数字覆盖率达到第三名，仅次于谷歌和脸书。
其数字媒体子公司REV Media的成立，为该集团提供创新数字解决方案和创意战略。首要媒体实验室（Media Prima Labs）是子公司旗下的一个部门，旨在将集团独特的知识产权扩展到广泛的技术创新和游戏中。

## 历史

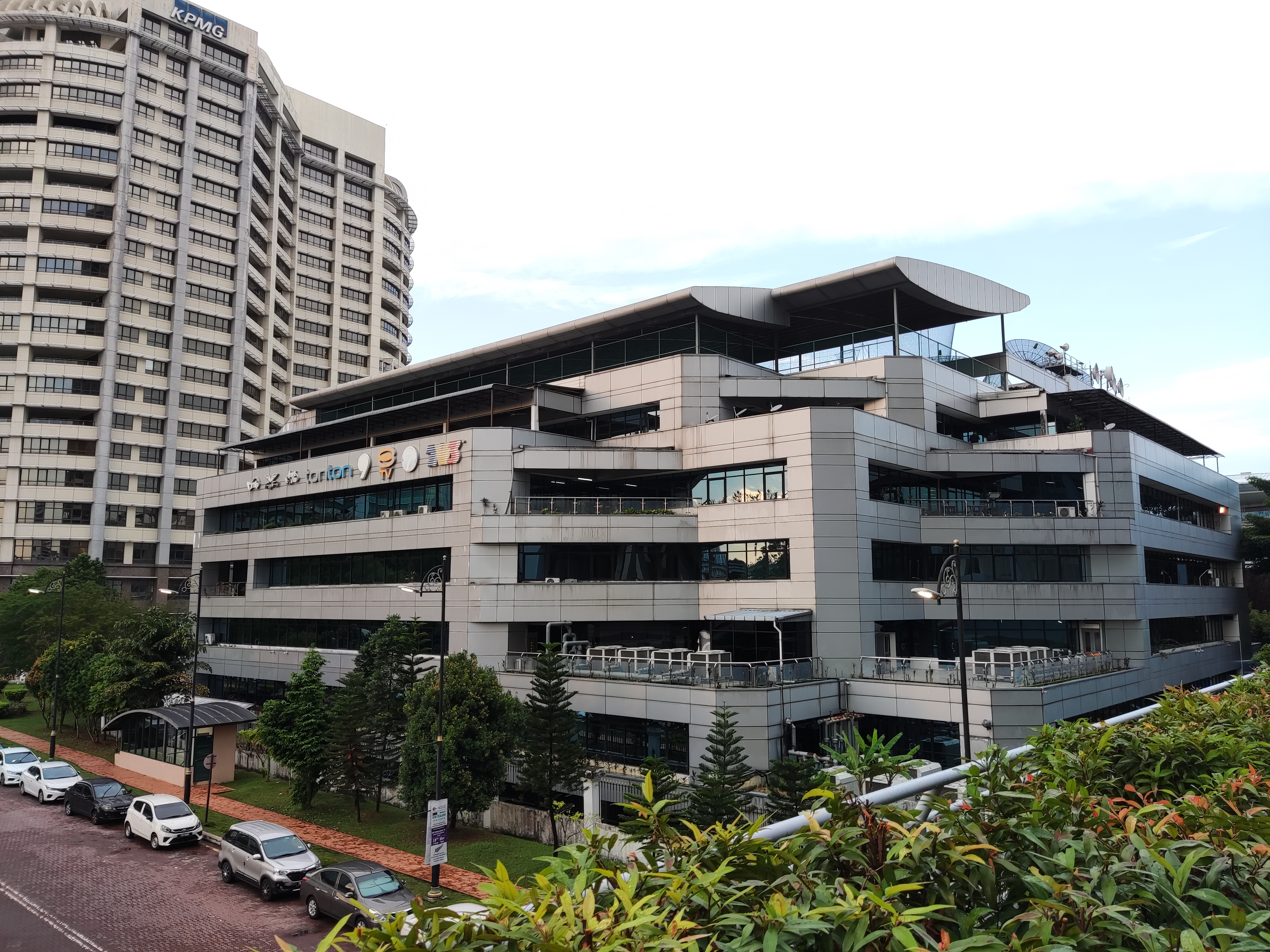
首要媒体前总部位于雪兰莪州八打灵再也万达镇Sri Pentas。在员工和物业从Sri Pentas迁至吉隆坡孟沙Balai Berita的搬迁工作完成后，该办公楼已于2025年2月底迁出并关闭。

首要媒体独立于马资源有限公司的媒体部门，即马来西亚电视系统有限公司（其经营TV3）和新海峡时报社（马来西亚）有限公司。公司重组工作于2003年8月完成，次月成立首要媒体有限公司。首要媒体取代了吉隆坡证券交易所主板上马来西亚电视系统的上市地位。
不久，首要媒体购买了拥有内容应用服务提供商（CASP）许可证的都会电视有限公司 80％股权，该许可证允许其开设电视台。2004年1月8日，都会电视的地面电视业务重新开始运营，频道被命名为八度空间。
2004年4月29日，首要媒体以75％的Max-Airplay Private Limited股票购买了Horizon Screen Ownership（PL）。Max-Airplay之前被授权由马来西亚机场开设一家广播电台，该电台持有CASP无线电广播许可证。6月30日，该公司在巴生谷开始试播，然后在10月3日正式开播，名为Fly FM。
2004年6月10日，首要媒体宣布收购Ch-9 Media Sdn Bhd（第九频道媒体私人有限公司）98％的股权，并几乎将马来西亚所有私人免费电视台纳入其下。第九频道于2005年停播，以重组其债务和公司组织。之后，第九频道于2006年4月22日重新开播，并更名为TV9。
在2005年7月，首要媒体已经宣布其因应“企业重组和债务”，将会对Natseven电视私人有限公司、Synchrosound工作室有限公司和Questseven科网有限公司进行重组。首要媒体还在一份新闻声明中表示“要确定双方能够形成战略关系以共同合作的环境。” Natseven TV运营NTV7，而Synchrosound Studios和Questseven是WowFM（中文名为哗!FM）的许可方和运营商。Synchrosound Studios现在是Hot FM的运营商。
同年10月27日，首要媒体宣布购买Natseven电视私人有限公司100％的股权。此次收购使首要媒体的地面电视市场份额增加到48％，从而使首要媒体成为所有马来西亚免费私人电视网络的所有者。
2007年，首要媒体推出针对TV3，NTV7，八度空间与TV9的转型计划，大多是当地的计划，并做出了自己的节目。另外，首要媒体还推出了互联网门户网站gua.com.my。同年不久，首要媒体向3G手机用户推出了电视视频通话服务和gua.com.my移动网站。
2008年，首要媒体在菲律宾成立了一家名为MPB Primedia Inc的子公司，该公司与ABC Development Corp.合作。以首要媒体提供的1.5亿美元媒体融资基金重新推出TV5频道的新形象。前菲律宾EMI管理总监Christopher Sy监督MPB Primedia的运作。不幸的是，一年后，由于全球经济危机，首要媒体已售出70％的Mediaquest控股公司的全部股权以£5400万元价格干的首要媒体的流动性优势。
2020年3月2日，首要媒体集团执行总编辑曼查（Manja Ismail）离任。之后这个职位由前首相马哈迪·莫哈末的忠实支持者费道斯（Firdaus Abdullah）接棒。同年6月，费道斯宣布辞职。
该公司计划在年底前将人工智能（AI）技术用于其所有运营。 首要媒体于2024年10月15日宣布，其所有电视网络的新闻业务将从10月21日开始在该公司位于吉隆坡孟沙加兰里昂路的Balai Berita播出，此前该公司在雪兰莪八打灵再也万达镇的Sri Pentas运营了二十多年。
2025年1月，首要媒体电视网通过其子公司推出了新版本的Azan伊斯兰祈祷呼吁，并通过人工智能（AI）进行了增强。更新后的祈祷呼吁在1月15日的Zohor祈祷期间首次播出，谢赫阿卜杜勒·卡里姆·奥马尔·麦基（Sheikh Abdul Karim Umar Al Makki）背诵了它。
2025年5月，首要媒体集团与特许公认会计师公会（ACCA）签署战略合作伙伴关系，并成为其认可雇主。据称，此次合作将“增强公司财务和会计团队的专业发展”。

## 印刷
旗下報紙由新海峽時報報業（馬來西亞）有限公司（英語：New Straits Times Press (Malaysia) Berhad）出版。
- 新海峽時報（英語）
- 每日新聞（馬來文）
- 每日大都會（馬來文）

除新闻品牌外，新海峡时报还拥有子公司Print Towers、高等教育参考网站Mind Campus，以及学习门户网站FullAMark。

## 旗下频道

### 电视
| 频道        | 播出时间 | 语言                                                       |
| ----------- | -------- | ---------------------------------------------------------- |
| TV3         | 24/7     | 马来语，英语，印尼语，印地语，中文（粤语，华语）, 西班牙语 |
| DidikTV KPM | 24/7     | 英语                                                       |
| 八度空间    | 24/7     | 华语，粤语，福建话                                         |
| TV9         | 24/7     | 马来语                                                     |

### 廣播电台
| 频率                  | 频道     | 语言   |
| 88.1 MHz （巴生谷）   | Eight FM | 华语   |
| 95.8 MHz（巴生谷）    | Fly FM   | 英语   |
| 97.6 MHz（巴生谷）    | Hot FM   | 马来语 |
| 101.3 MHz（巴生谷）   | Kool 101 | 马来语 |
| 105.1 MHz（哥打巴鲁） | Molek FM | 马来语 |

## 旗下公司
大光华私人有限公司（马来语：Grand Brilliance Sdn Bhd，簡稱Grand Brilliance）是馬來西亞一家馬來語電影製作公司，由首要媒体及著名馬來語電影製作人合資開設。

## 事件

### 2018年炸弹威胁
2018年8月28日，首要媒体位于雪兰莪州的办公室因假炸弹威胁，员工被迫撤离。警方于晚上10点30分下令疏散公司办公室。大约200名员工从大楼撤离。经过两个小时的检查后，员工被允许重新进入大楼。警方没有发现任何可疑之处。
在Nightline（TV3的主力英语新闻节目）取消后，TV3播出了有关该事件的公告。马来西亚皇家警察的炸弹侦测组于当晚11点40分抵达处理此案。事件发生后，消防和救援部门于晚上11点19分接到警方的电话。警方援引刑事法典第506条文调查此案，发现这是一宗虚假的炸弹威胁案。两名男子于2018年8月29日在彭亨州淡马鲁被捕

### 勒索软件攻击
2018年11月8日，首要媒体（Media Prima）的计算机系统遭网络犯罪分子锁定并入侵，并索要数百万令吉的赎金。据称，攻击者索要1000比特币才能放弃访问计算机系统的权限。目前尚不清楚该公司的数据是否遭到泄露，以及该媒体集团是否会因勒索软件攻击而遭受经济损失。首要媒体已决定不支付赎金。